# Juan Esnáider
Juan Eduardo Esnáider (n. 5 martie 1973) este un fost fotbalist argentinian, care acum este antrenor. A petrecut cea mai mare parte a carierei sale profesionale în Spania. El a fost cunoscut ca un jucător puternic, cu un joc aerian excelent.

## Palmares
| Anul    | Club        | Titlu                      |
| ------- | ----------- | -------------------------- |
| 1992–93 | Real Madrid | Copa del Rey               |
| 1993–94 | Zaragoza    | Copa del Rey               |
| 1994–95 | Zaragoza    | Cupa Cupelor UEFA          |
| 2000–01 | Zaragoza    | Copa del Rey               |
| 2002    | River Plate | Argentine Primera División |

## Legături externe
- Juan Esnáider pe BDFutbol
- Format:BDFutbol manager
- Juan Esnáider pe site-ul National-Football-Teams.com